# Rosemary Stevens
Pour les articles homonymes, voir Stevens.
Rosemary Stevens, née en 1955, est une femme de lettres américaine, auteure de roman policier.

## Biographie
En 2000, elle publie son premier roman, La Mort sur un plateau d'argent (Death on a Silver Tray), pour lequel elle est lauréate du prix Agatha du premier roman. Ce titre inaugure une série de quatre romans policiers historiques ayant pour héros George Brummell, dit « Beau Brummell », pionnier du dandysme britannique pendant la Régence anglaise, qui se trouve mêlé à d'étranges affaires criminelles sur lesquelles il cherche à faire toute la lumière.
Sous le pseudonyme de Rosemary Martin, elle développe une autre série policière historique, intitulée The Murder-A-Go-Go, ayant pour héroïne Elizabeth Bennett, surnommée Bebe, une secrétaire new-yorkaise des années 1960. Chaque fois qu'elle trouve un emploi, tantôt dans une agence de mannequins, tantôt chez un producteur de musique pop, elle doit se servir de ses talents de détective amateur pour découvrir le coupable d'une crime. 

## Œuvre

### Romans signés Rosemary Stevens

#### SérieCats of Mayfair
- A Crime of Manners (1996)
- Miss Pymbroke's Rules (1997)
- Lord and Master (1997)
- How the Rogue Stole Christmas (1998)

#### SérieBeau Brummell
- Death on A Silver Tray (2000) Publié en français sous le titre La Mort sur un plateau d'argent, Paris, Éditions du Masque, coll. « Labyrinthes » no 135 (2005)  (ISBN 2-7024-9757-8)
- The Tainted Snuff Box (2001) Publié en français sous le titre La Tabatière empoisonnée, Éditions du Masque, coll. « Labyrinthes » no 151 (2006)  (ISBN 2-7024-9758-6)
- The Bloodied Cravat (2002)
- Murder in the Pleasure Gardens (2003)

### Romans signés Rosemary Martin

#### SérieThe Murder-A-Go-Go
- It's a Mod, Mod, Mod, Mod Murder (2005)
- Twist and Shout Murder (2006)
- Secret Agent Girl (2007)

## Prix et distinctions

### Prix
- Prix Agatha 2000 du meilleur premier roman pour Death on a Silver Tray[1]